# 父親的形象
《父親的形象》（英語：Father Figure）是英國男歌手喬治·麥可（George Michael）在1988年1月推出的單曲，這首單曲在美國告示牌單曲榜獲得兩週冠軍，成為喬治·麥可第三首全美冠軍單曲。〈父親的形象〉在英國單曲榜最高成績為第11名。

## 內容

### 歌曲簡介
〈父親的形象〉收錄於喬治·麥可首張個人專輯《信念》（英語：Faith），也是從該專輯中推出的第三首單曲。〈父親的形象〉由喬治·麥可一人完成詞曲創作以及所有製作，這是一首身為人父表達對孩子的愛的歌曲，曲風卻是一首充滿黑人靈魂音樂般的福音歌曲。喬治·麥可雖然是一名白人歌手，但他將如此屬於黑人的流行音樂詮釋的恰如其份。

### 商業成績
〈父親的形象〉是從專輯《信念》中推出的第三首單曲，前兩首單曲〈我要與妳歡愛〉以及〈信念〉已分別拿下第2名和四週冠軍的成績。〈父親的形象〉在1988年1月16日進入告示牌單曲榜，首週成績為第49名，該週〈信念〉還位在第9名緩慢下降中，2月27日〈父親的形象〉突破重圍從第4名直升榜首位置，並蟬連兩週冠軍，這首單曲在榜內共停留了17週，在1988年告示牌年終百大單曲排名中位居第27名。
〈父親的形象〉在英國成績不若美國優異，僅得到第11名。

### 獎項紀錄評價
喬治·麥可在推出〈父親的形象〉10年之後爆發比佛利山公廁事件，1998年4月他被一名加州警察指控公然猥褻，此事件一爆發轟動全球娛樂圈。這首10年前的舊作〈父親的形象〉被貼上隱涉猥褻寓意，而喬治·麥可的同性傾向也在此被媒體公諸於世。